# Paddy McGuigan
Paddy McGuigan (* 13. August 1939 in Belfast; † 17. März 2014) war ein irischer Musiker.

## Leben
McGuigan spielte einige Jahre in der Folk-Gruppe Barleycorn. Er schrieb den bekannten politischen Song The Men Behind the Wire, wie auch The Boys of the Old Brigade und Irish Soldier Laddie. Die Ballade The Men Behind the Wire, die die Band Barleycorn vortrug, war zu Beginn des Jahres 1972 insgesamt fünf Wochen lang die Nummer 1 in der Hitliste von Irland.
McGuigan komponierte The Men Behind the Wire nach der Operation Demetrius. Diese Operation bildete den Beginn der Internment-Politik in Nordirland, als am 9. August 1971 die British Army und Royal Ulster Constabulary 342 Nordiren internierten. Der Song beschreibt die Razzia der britischen Soldaten und wendet sich an die Internierten durchzuhalten, die in den Lagern Long Kesh Magilligam und an Bord des Gefängnisschiffs HMS Maidstone festgehalten wurden. McGuigan selbst wurde später in einer weiteren Operation der Internment-Politik interniert, vermutlich als Reaktion des britischen Staates auf seinen politischen Song.
Die britische Sängerin und Songschreiberin Dido, deren Vater William Armstrong ein Nordire war, nahm in ihrem Song aus dem Jahr 2008 Let’s Do the Things We Normally Do in ihrem Album Safe Trip Home Text aus dem Song The Men Behind The Wire auf. Dies war der Beginn des Lieds und der Refrain: Armoured cars and tanks and guns, came to take away our sons. But every man must stand behind, the men behind the wire. (Deutsch: Gepanzerte Wagen und Panzer und Kanonen kamen uns unsere Söhne zu nehmen. Aber jedermann muss hinter ihnen stehen, den Menschen hinter dem Stacheldraht.) Daraufhin wurde sie von Gregory Campbell, Mitglied des nordirischen Parlaments für East Londonderry und Minister für Kultur, Künste und Freizeit der Regierung in Belfast, heftig angegriffen: „She must know it was written about people who were murderers, arsonists and terrorists. She should clarify her position so that her fans and the wider public knows where she stands on these things.“ (Deutsch: Sie [Dido] muss wissen, es wurde über Leute geschrieben, die Mörder, Brandstifter und Terroristen waren. Sie sollte ihre Position klären, sodass ihre Fans und das breite Publikum wissen, wo sie bezüglich dieser Dinge steht.) Woraufhin Dido antwortete, dass sie auf Lieder zurückgegriffen habe, die ihr Vater in ihrer Jugendzeit sang.
Geboren im nordirischen Belfast, lebte McGuigan später in Portrane im (heutigen) County Fingal in der Republik Irland.

## Lieder (Auswahl)
- The Boys of the Old Brigade
- The Men Behind the Wire
- My Country, My Songs and Me (Album 1975)
- Platform – The Brave Unitedmen
- The Brave Unitedmen (Album)
- Playing Danny Boy